# Paul Gratzik
Paul Gratzik (* 30. November 1935 in Lindenhof, Kreis Lötzen, Ostpreußen; † 18. Juni 2018 in Eberswalde) war ein deutscher Schriftsteller.

## Leben
Paul Gratzik war der Sohn eines Landarbeiters, der 1941 an der Ostfront fiel. Er besuchte die Volksschule und flüchtet mit seiner Mutter und fünf Geschwistern vor dem Ende des Zweiten Weltkrieges von Ostpreußen nach Mecklenburg. Dort absolvierte er von 1952 bis 1954 eine Ausbildung zum Tischler und besuchte anschließend 1954/55 die Arbeiter-und-Bauern-Fakultät, um das Abitur nachzuholen. 1955 verließ er die DDR illegal und arbeitete im Ruhrgebiet als Bauarbeiter.
Ein Jahr später ging er in die DDR zurück und wurde Bergarbeiter im Braunkohlentagebau in Schlabendorf am See. 1962 war er Funktionär bei der Kreisleitung Weimar der FDJ. Von 1962 bis 1964 studierte er am Institut für Lehrerbildung in Weimar und war anschließend bis 1971 als Erzieher in Jugendwerkhöfen tätig, wo er auch Stoff für seine späteren Theaterstücke fand. 1967 wurde er von seinem Betrieb, dem VEB Transformatoren- und Röntgenwerk Dresden zum Studium an das Literaturinstitut „Johannes R. Becher“ in Leipzig abgeordnet, jedoch 1968 aus politisch-ideologischen Gründen relegiert, weil er Sympathien für den Prager Frühling entwickelte.
Ab 1971 war er freier Schriftsteller, 1974 arbeitete er als Teilzeitkraft in einem Industriebetrieb in Dresden. Ab 1977 lebte Gratzik in Berlin und war seit 1975 Vertragsautor beim Berliner Ensemble. Nach dem Mauerbau 1961 wurde das Ministerium für Staatssicherheit der DDR auf ihn aufmerksam, am 2. Mai 1962 wurde er IM unter dem Decknamen „Peter“ für das Ministerium für Staatssicherheit. Als er 1981 eine weitere Tätigkeit abgelehnt hatte, war er ab 1984 selbst Beobachtungsobjekt des Staatssicherheitsdienstes. Seit 1981 lebte er in Beenz bei Prenzlau in der Uckermark.
Paul Gratzik war Verfasser von Dramen und erzählerischen Werken. Er galt unter den Autoren der DDR-Literatur als krasser Außenseiter, da er freiwillig in die „Produktion“ zurückkehrte und – in einer sehr eigenwilligen, vom Expressionismus beeinflussten Sprache – den Alltag von Industriearbeitern in der DDR schilderte. Auch vor dem Thema der ihm aus eigener Anschauung bekannten Jugendwerkhöfe schreckte er nicht zurück, was ihm Schwierigkeiten mit der staatlichen Zensur einbrachte.
Paul Gratzik erhielt 1980 den Heinrich-Mann-Preis. 2011 entstand über den Schriftsteller der Dokumentarfilm Vaterlandsverräter von Annekatrin Hendel. 2019 wurde in Beenz ein Gedenkstein enthüllt.

## Werke
- 1965: Unruhige Tage. Schauspiel in sechs Bildern. Zentralhaus für Kulturarbeit, Leipzig 1966.
- 1968: Malwa. Ein Spiel in sechs Bildern nach der gleichnamigen Erzählung von Maxim Gorki. Verlag der Autoren, Frankfurt am Main 1978.
- 1969: Warten auf Maria. (Stück).
- 1970: Umwege. Bilder aus dem Leben des jungen Motorenschlossers Michael Runna.  (Stück), Henschelverlag, Berlin/DDR 1970.
- 1971: Der Kniebist. (Stück). Uraufführung Hans-Otto-Theater, Potsdam 1971.
- 1975: Märchen von einem, der auszog das Fürchten zu lernen. (Stück).
- 1976: Lisa. Zwei Szenen. (Stück), Verlag der Autoren, Frankfurt am Main 1979.
- 1976: Handbetrieb. (Stück).
- 1977: Transportpaule. Monolog. (Roman). Hinstorff,  Rostock 1977 / Rotbuch, Berlin 1977.
- 1980: Tschekisten. (Stück).
- 1982: Kohlenkutte. Roman. Rotbuch, West-Berlin 1982 / Hinstorff, Rostock 1989.
- 1984: Die Axt im Haus. (Stück)
- 1988: Gabis Ort. (Roman, unveröffentlicht)
- 1994: Hans Wurst in Mogadischu. (Stück)
- 1996: Tripolis. (Erzählung), verfilmt als Landleben
- 1997: Litauische Claviere. (Stück nach Bobrowski). Uraufführung Theater 89, 1997
- 1999: Der abenteuerliche Simplicissimus. (Stück nach Grimmelshausen). Uraufführung Theater 89, 1999
- 2010: Der Führergeburtstag. (Drama)
- 2015: Johannistrieb. Eine erotische Erzählung, mit Zeichnungen von Emma Korolewa.  Eulenspiegel Verlag, Berlin 2015, ISBN 978-3-359-02458-3.